# Wij (roman)
Wij (Russisch: ‘мы’) is een toekomstroman van Jevgeni Zamjatin (1884-1937).
De schrijver Zamjatin was bepaald niet bang uitgevallen, want zelfs nadat hij enige tijd in de gevangenis had gezeten na een arrestatie in 1905, schreef hij in 1920 toch zijn uiterst kritische boek Wij. Dit werk was vooral kritisch op de pas gevormde Sovjet-Unie.
Zamjatins Wij heeft invloed gehad op grote literaire werken, zoals George Orwells 1984 en Aldous Huxley’s Brave New World. Voor zover bekend heeft Orwell nooit toegegeven dat hij Zamjatin imiteerde of in ieder geval als inspiratie gebruikte. Hij besprak het boek wel.

## Thema: Dystopie
Wij is een uniek boek omdat het de literaire grondlegger van de dystopie is: een samenleving met louter negatieve eigenschappen, waarin men niet zou willen leven. Dystopie is het tegenovergestelde van utopie, de perfecte droom(samenleving). De auteur houdt ons een beeld van de verre toekomst voor en probeert ons daarvoor te waarschuwen. Eigenlijk lijkt Wij op het latere Charley Chaplins Modern Times, waarin hij als fabrieksarbeider de moderne productiemaatschappij ridiculiseert. Ook Zamjatin maakt deze toekomstige maatschappij belachelijk in Wij. Mensen zijn teruggebracht tot letterlijk en figuurlijk willoze nummers voor wie alles geregeld wordt. Zelfs liefde en seksualiteit worden op een bepaalde tijd voor je geregeld. Zelfs wordt bij een persoon die per ongeluk toch verliefd wordt, de verliefdheid als 'storing' tenietgedaan; de verbeelding van die persoon wordt operatief verwijderd, waarna hij weer modelburger wordt. Alles is gepland. Dat verwijst duidelijk naar de planbare toekomst in de Sovjet-Unie.
Waarschijnlijk was in 1920, toen dit boek geschreven werd, dit toekomstbeeld onwerkelijker voor de mensen in die tijd, dan het nu voor ons is. Wij speelt zich namelijk af in de dertigste eeuw.

## Nummers
Opmerkelijk en kenmerkend is het gebruik van getallen door Zamjatin in Wij. Personen hebben bijvoorbeeld geen naam, maar een nummer, zij zijn teruggebracht tot nummers die geen eigen identiteit meer hebben. Mannen zijn medeklinkers, vrouwen klinkers. Ook fabrieken, laboratoria, ziekenhuizen en dergelijke hebben alle een nummer. Dat lijkt ook weer een steek van de auteur tegen het communisme te zijn. De Sovjets waren namelijk ook gek op het gebruik van nummers in plaats van namen voor scholen, zuivelwinkels en dergelijke. Dit is nu nog steeds overal in Rusland terug te vinden: school nr. 14, apotheek nr. 96 of bakker nr. 102.

## Personages
- D-503. Doet via zijn dagboek circa 4 maanden verslag aan zijn lezers 1000 jaar eerder. Hij is de bouwmeester van de Integraal, een ruimteschip dat gebaseerd is op wiskundige principes. Hij leeft in de Vereende Staat, een stadstaat die als overwinnaar kwam uit de Tweehonderdjarige Oorlog. Het ruimteschip maakt tijdens de val van de Groene Muur een proefvlucht.
- O-90.Volgens de wetten van De Staat een te kleine vrouw om kinderen te krijgen, maar hopeloos verliefd op een toekomstig kind via D503.Ze raakt zwanger.
- I-330. Bewoner van de stadstaat met geheime contacten buiten de afscheidende Groene Muur. Is de leider van de opstandelingenbeweging van de Mefi.[2] Haar mantra is dat er geen laatste nummer is in de wiskunde en dat er derhalve nooit een laatste revolutie kan hebben plaatsgevonden.
- R-13 Dichter. Bevriend met D-503 die moeite heeft met zijn bestaan binnen de mathematische wetten van de Vereende Staat. Maar een oude wiskundeles over de wortel uit -1 helpt de dagboekschrijver. Ook complexe  getallen zoals R-13 hebben hun plaats binnen de wiskunde en zo kan R-13 als staatsdichter optreden bij plechtige executies.
- De Weldoener. Hoofd van de stadstaat met absolute macht.

## Inhoud
De Vereende Staat streeft ernaar de toestand van de inwoners met wiskunde te vervolmaken. De eerste basis werd 1000 jaar eerder gelegd door Frederick Taylor. 22 van de 24 dagelijkse uren zijn reeds centraal ingevuld. Slechts twee uur resten de bewoners in hun glazen flats om persoonlijke dingen te doen, waaronder het neerlaten van rolgordijnen om seks te hebben met hun vooraf ingevulde seksobject. De wiskundige beginselen hebben liefde en honger uitgeschakeld en ook de ruimte moet worden gekoloniseerd door middel van het ruimteschip De Integraal dat op het punt van vertrek staat. Tijdens de jaarlijkse rituele unanieme herverkiezing van De Weldoener, die met zijn Beschermers de Vereende Staat bestuurt, zijn er opeens veel dissidenten. D-503 blijkt een pion in het schaakspel van de Weldoener tegen I-330, die met de wilden van buiten de Groene Muur de Vereende Staat bedreigt. De afsluitende beschermende Groene Muur valt en vogels en wilde mensen en dieren dringen door in de Vereende Staat. Op straat liggen dode nummers. De levende nummers worden allen onderworpen aan de Grote Operatie die hun fantasievermogen wegsnijdt uit hun hersenen. Het boek eindigt in de Gaskamer van De Weldoener waar D-503 als getuige, en I-330 als hoofd van de Mefi, meedogenloos worden ondervraagd.

## Slotsom
De Vereende Staat wil de mens gelukkig maken door de vrije wil uit te schakelen en de levenszaken louter mathematisch te regelen. In het paradijs koos de mens voor vrijheid in plaats van zekerheid en geluk. I-330 stelt daartegenover dat er in de wiskunde geen laatste getal bestaat zodat er ook nooit een laatste revolutie kan zijn.